# 太田資正
太田 資正（おおた すけまさ）は、戦国時代から安土桃山時代にかけての武将。太田資頼の子。武蔵国岩付城（現在の埼玉県さいたま市岩槻区）主、のち常陸国片野城主(現在の茨城県石岡市根小屋)。

## 生涯
大永2年（1522年）、扇谷上杉氏の家臣・太田資頼の次男として誕生した。
はじめ、父や兄・資顕と同じく扇谷上杉氏に仕えた。天文5年（1536年）の父の死後は、兄の資顕が家督を継いだが、資正は資顕と不仲であったため、岩付城を出て舅の難波田憲重と松山城に住んでいたとされる。その後、兄は相模国の北条氏への従属へと傾いていくが、資正は憲重らと共に扇谷上杉氏に仕え続けた。その後、天文6年（1537年）、憲重は北条氏との戦いで3人の息子と甥の隼人正を失ったため、資正は憲重の婿養子として松山城の継承権を得たとされている。
天文15年（1546年）、主君・上杉朝定が北条氏康との決戦である河越夜戦で討死を遂げ、扇谷上杉氏が滅亡する事態となった。また、兄の資顕が北条方に寝返ったことで資正は劣勢となった。資正は松山城を退いて、横瀬氏支配下の上野新田に逼塞する。天文16年（1547年）9月、北条氏の隙を突いて松山城を急襲して奪回。同年10月に兄が死去すると、12月に当主不在の岩付城を攻め実力で家督を継いだ。その際、親北条派の一部の家臣が離脱し北条氏へと走ったといわれる。しばらくして、すぐに北条側が巻き返し、松山城を任せていた上田朝直が北条氏に寝返り、岩付城も囲まれたため、天文17年（1548年）1月に北条氏に降った。その後、天文23年（1554年）4月に父も用いていた受領名である美濃守を名乗っている。
この頃、北条氏は甲斐武田氏、駿河今川氏と三国同盟を結び、北関東では北条氏と越後上杉氏との抗争が展開されていたが、資正は北条家臣として、主に常陸国方面で戦った他、横瀬氏や白河結城氏・伊達氏などとの間で北条氏の取次を務めている。また、北条氏康も資正が名門太田家の末裔である事に配慮して、名目上は古河公方・足利義氏の家臣として処遇し、資正の嫡男・氏資と自分の娘との婚約を行った。しかし永禄3年（1560年）、越後国の上杉謙信が大軍を率いて関東に侵攻してくると（小田原城の戦い）、12月には資正もこれに応じて上杉軍の先鋒を務めるなど、北条氏から明確に離反・敵対するようになる。これに対し、氏康は資正に対する報復のため、何度も武蔵岩付城、松山城に攻め寄せた。
なお、上杉氏傘下の時期においても、里見氏や那須氏との間で取次を務めている。一方で永禄6年（1563年）7月2日には朝廷より民部大輔に任じられており。これは北条氏による懐柔策とする説もあるが、資正の姿勢が変わることはなかった。
ところが永禄7年（1564年）、同盟相手の里見氏と共に第二次国府台合戦にて北条氏と戦うも敗北し、一旦里見軍とともに上総国に落ち延びる。5月には上総の酒井胤治の支援で岩付城に帰還した。7月になって資正が極秘に里見氏を訪問して支援を求めようとしたところ、親北条派であった子の氏資が、異母弟の梶原政景やその母である資正側室の大石氏を幽閉して岩付城を占拠し北条氏に降伏、資正はそのまま岩付城を追放されることになった。資正はやむなく娘婿である成田氏長を頼り、更に横瀬成繁とも図って翌永禄8年（1565年）5月には岩付城奪還をするが失敗、この間に出家して「三楽斎道誉」と称した。やがて、資正は下野宇都宮氏を頼り、程無く常陸国の佐竹義重を頼り、その配下となった。その後、義重が親北条氏の小田氏治を破って片野城を奪うと、資正はその城主に任ぜられた。資正は脱出に成功した政景や大石氏と合流すると、ここを拠点に北条氏と戦い続けるとともに 真壁久幹と結んで佐竹氏の勢力拡大に協力することになる。柿岡城は元々真壁氏の城であったが、久幹の婿になった梶原政景に譲られ、片野城とともに資正の拠点となった。上杉謙信や武田信玄は佐竹氏への取次を資正に依頼するようになるが、反面謙信は本来上杉氏の家臣である資正の佐竹氏への傾斜に不満を抱くようになった。
永禄12年（1569年）に甲相駿三国同盟が崩壊。北条氏は甲斐武田氏と敵対すると、今度はそれまで敵対していた越後上杉氏との同盟を締結（越相同盟）した。この北条と上杉の同盟は関東国衆に動揺を与えた。この頃、資正は謙信に対し同盟締結の反対を意見している。しかし越相同盟の協議の中で資正の処遇問題も重要な課題として浮上し、先の三船山合戦で戦死した子の氏資に代わって資正を岩付城に入れるという条件で、資正が佐竹氏と縁を切って片野城など常陸の所領を放棄することが北条・上杉双方から求められた。だが、資正と上田朝直の間で争われていた松山城の処理について合意がまとまらず、更に常陸の所領も岩付同様に保証されることを求めた資正は佐竹義重とともにこれに反発した。10月には関東に出兵する謙信から資正に対して上野国への出兵と同時に片野城を放棄して二度と帰還しないことを命じられ、翌月にも同様の命令が出された。だが、資正はこれを無視して12月には佐竹義重・真壁久幹とともに手這坂の戦いで北条方の小田天庵を破って更に本拠の小田城を占領して資正の支配下に置いた。関東出兵への資正の非協力に対する謙信の不満と、その一方で片野城・柿岡城の放棄を命じる謙信の命令に対する資正の不満がぶつかった結果、決定的な亀裂を生み、元亀元年（1570年）3月に謙信は「美濃守（資正のこと）の心中見限り候……今日までは頼もしく思い候つるが、此の末は覚悟知らず候」（上杉神社文書・謙信公御書）という書簡を資正に送って絶交してしまう。その後、謙信はこれを後悔し、資正への取次であった山吉豊守・河田長親を介して和解を図り、元亀3年（1572年）8月までには両者の交渉が再開、佐竹氏を含めた最終的な和解は小山氏が北条氏に攻められて佐竹・上杉両氏が救援を本格化させた天正3年（1575年）8月のことであった。この年のうちに実現した両氏にさらに里見氏を加えた関係修復と同盟締結には資正の奔走があった。更にこの同盟に御館の乱以降北条氏との関係が悪化した武田勝頼と里見義頼を連携させようと足利頼淳と共に図っている。一方、この頃から資正は織田信長とも連絡を持ち、天正6年（1578年）に上杉景勝から謙信の死去が資正に報じられると、資正はそれを織田信長に知らせている。また、武田氏が滅亡すると、資正は信長に対して滝川一益の指揮下に入ることを前提に直参になれることを期待すると共に、一益を通じて北条氏と密接な古河公方足利義氏の代わりに足利頼淳を公方に立てることは可能かを確認している。ところが、本能寺の変の混乱下で北条氏と佐竹氏の争いが深刻化し、天正12年（1584年）5月に両者の間で沼尻の合戦が発生すると、その最中の6月には資正の次男の梶原政景が北条氏に通じて佐竹氏に突然叛旗を翻した。だが、7月に佐竹氏と北条氏と間で和議が結ばれると、今度は佐竹義重は梶原政景討伐に乗り出す。10月には政景は義重に降伏することとなるが、長年の功績から不問に付された。だが、資正はこの件をきっかけに三男の資武を後継者とし、天正16年（1588年）頃には資武が太田氏の家督を継いでいる。
天正18年（1590年）、西日本を完全に制圧し、名実ともに天下人となりつつあった豊臣秀吉の小田原征伐の際、資正は小田原に参陣して秀吉に謁見した。しかし、故地である岩付に戻ることは叶わず、天正19年（1591年）に片野城にて病死した。
太田資正以降の太田氏は、まず片野城を後継者である三男の太田資武に譲るも、その後に資武は徳川家康の次男である結城秀康に仕えることとなり、片野城を出て越前国北ノ庄68万石（後の福井藩）へと付き添っている。その子孫は代々福井藩の家臣となるが、資武の曾孫の尹資の代に浪人となり、さらに実子に先立たれたことによって公式には断絶している。尹資所有の太田氏関連文書は慈明寺に嫁いだ娘に譲られ、更に同寺とつながりの深い専宗寺に渡って現存している（「専宗寺文書」）。

## 関連作品

### 小説
- 今村翔吾『武州を駆ける』（『戦国武将伝 東日本編』収録、2023年、PHP研究所）

### 映画
- 里見八犬伝（1983年、演：成田三樹夫）